# Mucho
Mucho è un album discografico di Santo & Johnny, pubblicato dall'etichetta discografica Canadian-American Records nel giugno del 1965.

## Tracce

### LP
Lato A
1. Brazilian Summer – 2:30 (Caetano Zama)
2. Magic Is the Moonlight – 2:40 (María Grever)
3. Mucho Tempo – 2:33 (Johnny Farina, Santo Farina)
4. Bermuda – 2:15 (Cynthia Strother)
5. Miami Beach Rhumba – 2:10 (Irving Fields)
6. Brasilia – 2:18 (Johnny Farina, Santo Farina)

Lato B
1. What Do You Know – 2:30 (Myrta Silva)
2. Bésame mucho – 2:16 (Consuelo Velázquez)
3. You Belong to My Heart – 2:30 (Augustin Lara)
4. Perhaps, Perhaps, Perhaps – 2:08 (Osvaldo Farrés)
5. Green Eyes – 2:08 (Nilo Menedez (Nilo Menéndez))
6. Amazon Ritual – 2:00 (Johnny Farina, Santo Farina)

## Musicisti
- Santo Farina - chitarra steel
- Johnny Farina - chitarra
- Sunny Skylar - conduttore orchestra, arrangiamenti

Note aggiuntive
- Gene Malis - produttore
- Kathy Kryger - coordinatrice album
- Registrazioni effettuate presso Iver Recording Studios di New York City, New York (Stati Uniti)
- Charles Mack - ingegnere delle registrazioni[2]